# Миколай (Грох)
Архієпископ Миколай (справжнє ім'я Іван Михайлович Грох; 5 вересня 1954, село Галич, Тернопільська область — 17 червня 2017, Київ) — єпископ Луцький та Волинський УАПЦ (до 1992). Був вікарним єпископом РПЦвУ, архієпископом РПЦвУ з титулом «Білогородський, вікарій Київської єпархії». Помер у Пантелеймонівському монастирі в околицях Києва.

## Життєпис
Після служби у армії СРСР виїжджає з України до Росії, де 1976 року вступив до Ленінградської духовної семінарії РПЦ. По закінченню — священник.
1979 року направлений до Успенського храму міста Підгайці на Галичині, а за короткий термін переведений настоятелем Микільського храму в село Олексинці Борщівського району. 17 березня 1986  — настоятель храму Різдва Пресвятої Богородиці Українського Екзархату РПЦ у селі Рибники Бережанського району. 1988 року служив у Миколаївському храмі в селі Мечищів та Покровському храмі в селі Котів Бережанського району.
1990 року перейшов до Української автокефальної православної церкви. 11 травня 1990 року пострижений в чернецтво предстоятелем УАПЦ Іоаном (Боднарчуком). 19 травня 1990 року — хіротонія в єпископа Луцького та Волинського в УАПЦ. 25 червня 1992 року подав телеграму до Архієрейського Собору УПЦ МП про вихід із юрисдикції УАПЦ. 16 липня 1992 року — хіротонія в єпископа Ковельського, вікарія Волинської єпархії УПЦ МП. 29 липня 1992 року — єпископ Івано-Франківський та Коломийський УПЦ МП.
1999 року закінчив заочно Київську духовну академію УПЦ МП і того ж року отримав сан архієпископа УПЦ московського патріархату. 18 жовтня 2007 року призначений на Білогородське вікаріатство Київської єпархії УПЦ МП з місцем перебування в Свято-Пантелеймонівському монастирі у Києві.

## Смерть
Помер 17 червня 2017 року у Києві після важкої тривалої хвороби. Заупокійна Літургія відбулася 18 червня у Свято-Пантелеймонівському монастирі, де він і був похований..

## Нагороди
- 2000  — орден «Різдво Христове — 2000» I ступеня
- 2004  — Орден святого рівноапостольного князя Володимира II ступеня.